# Бартон, Малакай
Малакай Дэниел Бартон (англ. Malachi Daniel Barton; род. 10 марта 2007, Верджиния-Бич, Виргиния, США) — американский актёр и певец. Наибольшую известность он получил благодаря своим заметным ролям в проектах Disney Channel. Он впервые привлёк внимание зрителей, сыграв Биста Диаса в сериале «Жизнь Харли» (2016–2018), а также по роли Колби Мэддена в сериале «Злодеи Вэлли-Вью».

## Ранние годы
Бартон родился 10 марта 2007 года в Вирджиния-Бич, Вирджиния, США. Он — единственный ребёнок Фелисии Бартон, певицы, авторa песен и бывшей участницы шоу «American Idol», и Лорена Бартона, гитариста и тур-менеджера. Выросший в семье с музыкальной и творческой атмосферой, Бартон с раннего детства был погружён в индустрию развлечений. Он рано проявил интерес к сцене, и уже в возрасте четырёх лет начал сниматься в национальной рекламе для таких крупных брендов, как McDonald’s, Kmart и Lay’s. При поддержке родителей он начал проходить пробы на телевизионные роли и в 2014 году получил свои первые актёрские работы. Позже его семья переехала в Лос-Анджелес, чтобы поддержать его развивающуюся карьеру, что позволило ему профессионально заниматься актёрством, совмещая это с обучением.

## Карьера

### 2014–2015: Начало карьеры
Бартон начал свою актёрскую карьеру в очень юном возрасте — в 2014 году он впервые появился на телевидении с небольшой ролью малыша в комедийном сериале «Трудоголики». В том же году он снялся в сериале «Ох, уж этот папа» в роли мальчика по имени Бобби. В 2015 году он продолжил сниматься в эпизодических ролях в семейных ситкомах, таких как «Мачеха», где он сыграл Тревора, и «Опасный Генри», где исполнил роль Эрика. Эти роли помогли ему набраться опыта и получить первые признания в индустрии.

### 2016–2020: Прорыв на Disney и работа в озвучивании
Настоящий прорыв в карьере Бартона произошёл в 2016 году, когда он получил роль Биста Диаса в сериале канала Disney Channel «Жизнь Харли», рассказывающем о большой латиноамериканской семье. Он сыграл младшего брата, и его персонаж быстро стал узнаваемым среди зрителей канала. Сериал выходил в эфир три сезона до 2018 года, и Бартон снимался во всех эпизодах. В этот период он также снимался в рекламных роликах Disney. Он стал одним из юных звёзд Disney, часто принимая участие в промо-акциях и мероприятиях телеканала.
После завершения «Stuck in the Middle» Бартон перешёл к озвучиванию и съёмкам в эпизодических ролях. С 2018 по 2022 год он озвучивал Лайонела в анимационном сериале «Фэнси Нэнси». В 2020 году он озвучил Лео в мультсериале «Елена — принцесса Авалора». Также он появлялся в эпизодах сериалов Disney Channel «Летучий лагерь» и «Импровизируй». В 2019 году он получил заметную роль в полнометражном кино, сыграв юного Диего в игровом фильме «Дора и затерянный город». В 2021 году он исполнил главную роль Маршалла в фильме канала Disney Channel «Втайне» — ремейке одноимённого фильма 1997 года с тематикой Хэллоуина. В 2022 году он вернулся к этой роли в сиквеле — «Втайне 2». С 2022 года он исполняет одну из главных ролей — Колби Мэддена / Флэшформа — в супергеройском комедийном сериале Disney Channel «Злодеи Вэлли-Вью».

### 2023 — настоящее время: «Зомби 4: Рассвет вампиров»
В 2023 году было подтверждено, что Бартон присоединился к актёрскому составу оригинального фильма канала Disney Channel — «Зомби 4: Рассвет вампиров», четвёртой части франшизы «Зомби». Он исполнил роль Виктора — вампира, что стало его дебютом в жанре фэнтези/тин-мюзикла.

## Фильмография

### Фильмы
| Год  | Русское название          | Оригинальное название           | Роль       | Примечания                                   |
| ---- | ------------------------- | ------------------------------- | ---------- | -------------------------------------------- |
| 2019 | Дора и затерянный город   | Dora and the Lost City of Gold  | Юный Диего | —                                            |
| 2021 | Втайне                    | Under Wraps                     | Маршалл    | Телефильм, оригинальный фильм Disney Channel |
| 2022 | Втайне 2                  | Under Wraps 2                   | Маршалл    | Телефильм, оригинальный фильм Disney Channel |
| 2025 | Зомби 4: Рассвет вампиров | Zombies 4: Dawn of the Vampires | Виктор     | —                                            |

### Телевидение
| Год       | Русское название          | Оригинальное название       | Роль                    | Примечания                                |
| --------- | ------------------------- | --------------------------- | ----------------------- | ----------------------------------------- |
| 2014      | Трудоголики               | Workaholics                 | Малыш (Tiny Kid)        | Эпизод: «We Be Clownin'»                  |
| 2014      | Ох, уж этот папа          | See Dad Run                 | Бобби                   | 2 эпизода                                 |
| 2015      | Опасный Генри             | Henry Danger                | Эрик                    | Эпизод: «Invisible Brad»                  |
| 2015      | Мачеха                    | Instant Mom                 | Тревор                  | Эпизод: «Two Guys and a Gabby»            |
| 2016–2018 | Жизнь Харли               | Stuck in the Middle         | Бист Диас               | Главная роль                              |
| 2018–2022 | Фэнси Нэнси               | Fancy Nancy                 | Лайонел (озвучка)       | Анимационный сериал                       |
| 2019      | —                         | Super Powers Beat Down      | Юный Брюс Уэйн          | Эпизод: «Flashpoint Batman vs Killmonger» |
| 2019      | Летний лагерь             | Bunk'd                      | Хаспер Флорес           | Эпизод: «Lone Wolf»                       |
| 2020      | В порядке вещей           | Just Roll with It           | Тайбер                  | Эпизод: «Owen and Blair in the Morning»   |
| 2020      | Елена — принцесса Авалора | Elena of Avalor             | Лео (озвучка)           | Эпизод: «Elena's Day Off»                 |
| 2022–2023 | Злодеи Вэлли-Вью          | The Villains of Valley View | Колби Мэдден / Флэшформ | Главная роль                              |

## Награды и номинации
| Год  | Премия                   | Категория                          | Работа      | Результат | Источник |
| ---- | ------------------------ | ---------------------------------- | ----------- | --------- | -------- |
| 2017 | Young Entertainer Awards | Лучший молодой актёр второго плана | Жизнь Харли | Номинация | [ 38 ]   |
| 2018 | Young Entertainer Awards | Лучший молодой актёр второго плана | Жизнь Харли | Победа    | [ 39 ]   |